# سوته (ساری)
سوته، روستایی است از توابع بخش رودپی شمالی شهرستان ساری در استان مازندران ایران.

## جمعیت
این روستا در دهستان فرح‌آباد شمالی قرار داشته و براساس آخرین سرشماری مرکز آمار ایران که در سال 1395 صورت گرفته، جمعیت آن1500نفر (350خانوار) بوده‌است.